# John Beatty
John Beatty (16 décembre 1828 - 4 décembre 1914) est un banquier américain et homme d'État originaire de Sandusky, dans l'Ohio. Il sert en tant que brigadier-général dans l'armée de l'Union pendant la guerre de Sécession.

## Avant la guerre
Beatty naît près de Sandusky, dans l'Ohio. Il entre dans les affaires bancaires dans le comté de Morrow. Il fonde avec son frère la Beatty Brothers Bank. Il est électeur présidentiel pour Lincoln/Hamlin en 1860.

## Guerre de Sécession
Lorsque la guerre de Sécession éclate, Beatty s'engage en tant que soldat volontaire dans le 3rd Ohio Infantry, servant en Virginie occidentale sous les ordres du général McClellan. Lors de l'entrée en service du régiment le 27 avril 1861, Bettey est lieutenant-colonel aux côtés du colonel Isaac H. Marrow.

En juillet 1861, il donne ses impressions sur la guerre qui débute :

« Je ne crois pas à une fin rapide de la guerre. Ces gens [les confédérés] sont dans l'erreur, mais sont convaincus d'avoir raison - que nous [les forces de l'Union] sommes les envahisseurs de leurs foyers... Mais, ils combattront  jusqu'au désespoir, je n'en ai aucun doute. »

Le 3 novembre 1861, il est transféré avec son régiment dans l'armée de l'Ohio du général Don Carlos Buell dans le Kentucky. Il participe au raid du général Ormsby Mitchel dans le Tennessee et l'Alabama.
En 1863, il est nommé brigadier général à la suite de son service distingué lors de la bataille de Perryville, de la bataille de Stones River, et de la campagne de Tullahoma. Il prend le commandement d'une brigade d'infanterie et la conduit jusqu'à la fin de la guerre. 
Lors de la bataille de Stones River, il prend le commandement de la deuxième brigade de la première division de Rousseau de l'aile centre. Au cours des combats son cheval est abattu alors qu'il le chevauche et continue de combattre.
Beatty participe à la campagne de Tullahoma, à la bataille de Chickamauga, et à l'attaque réussie de l'Union sur Missionary Ridge au cours de la campagne de Chattanooga. Il démissionne en janvier 1864 et entre de nouveau dans les affaires bancaires.

## Après la guerre
Après la guerre, il représente l'Ohio, au Congrès des États-Unis à partir de 1868 à 1873.
Il est électeur présidentiel, en 1884, pour Blaine/Logan.
En 1909, un biographe écrit que Beatty « est le seul survivant du collège électoral de l'Ohio, qui exerce son droit de vote pour Abraham Lincoln en 1860, et à sa connaissance, le seul électeur survivant qui a voté pour le président Lincoln quand il a été élu pour son premier mandat il y a presque un demi-siècle ».
Beatty est enterré dans le cimetière d'Oakland à Sandusky.

## Autobiographie
Beatty a écrit The citizen-soldier, or, Memoirs of a volunteer, Cincinnati : Wilstach, Baldwin, 1879. Le livre a été réimprimé plusieurs fois.
"Avant la guerre de Sécession, John Beatty était un banquier.
Pourtant, comme beaucoup d'autres, au Nord et au Sud,
il a rapidement démontré sa capacité à faire la guerre".
Dave Powell